# جورج توماس واشنطن
جورج توماس واشنطن (بالإنجليزية: George Thomas Washington)‏ هو قاضي أمريكي، ولد في 24 يونيو 1908 في كوياهوغا فولز في الولايات المتحدة، وتوفي في 21 أغسطس 1971 في سانتا باربارا في الولايات المتحدة.